# Kirche (Organisation)

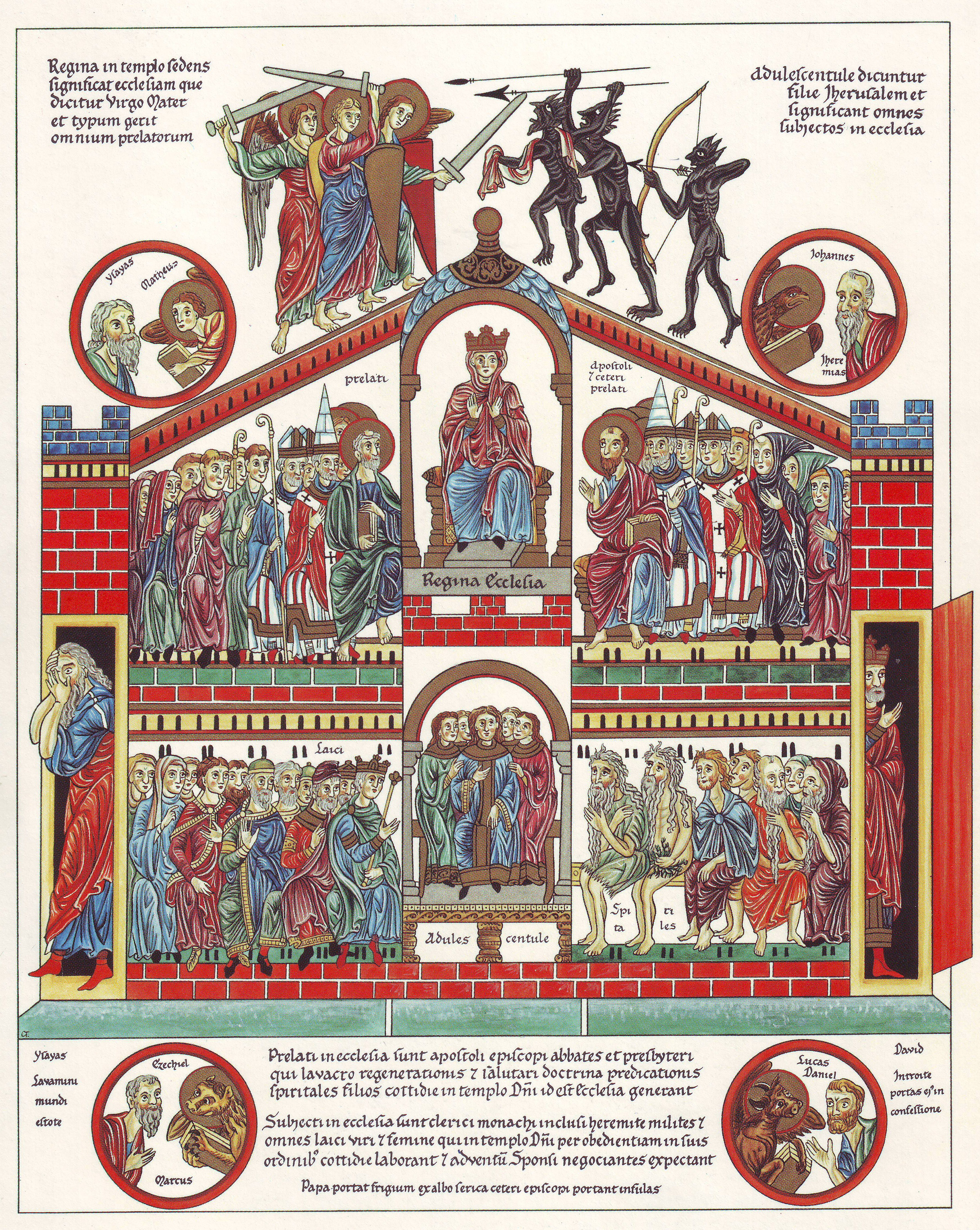
Mittelalterliche Darstellung der Kirche („Regina Ecclesia“) mit den Gläubigen im Hortus Deliciarum der Herrad von Landsberg (um 1180)

Kirche (alemannisch kilche, chile, althochdeutsch chirihha, kirihha, kiricha, mittelniederdeutsch kerke, karke, entlehnt aus spätgriechisch κυρικόν kȳrikón ‚Gotteshaus‘, zu κυριακόν kyriakon ‚zum Herrn gehörend‘) ist der ursprünglichen Bedeutung nach eine Organisationsform von christlichen Konfessionen.
Der Begriff wurde (nach Heinrich Friedrich Jacobson) durch keltische Christen von Britannien aus nach Mitteleuropa gebracht oder während der konstantinischen Epoche im Christentum der römischen Kolonialstädte (Metz, Trier, Köln) aufgenommen.  Die Ekklesia, die Glaubensgemeinschaft der Christen, ist in verschiedenen Kirchen organisiert.

## Theologische Grundlagen und Geschichte

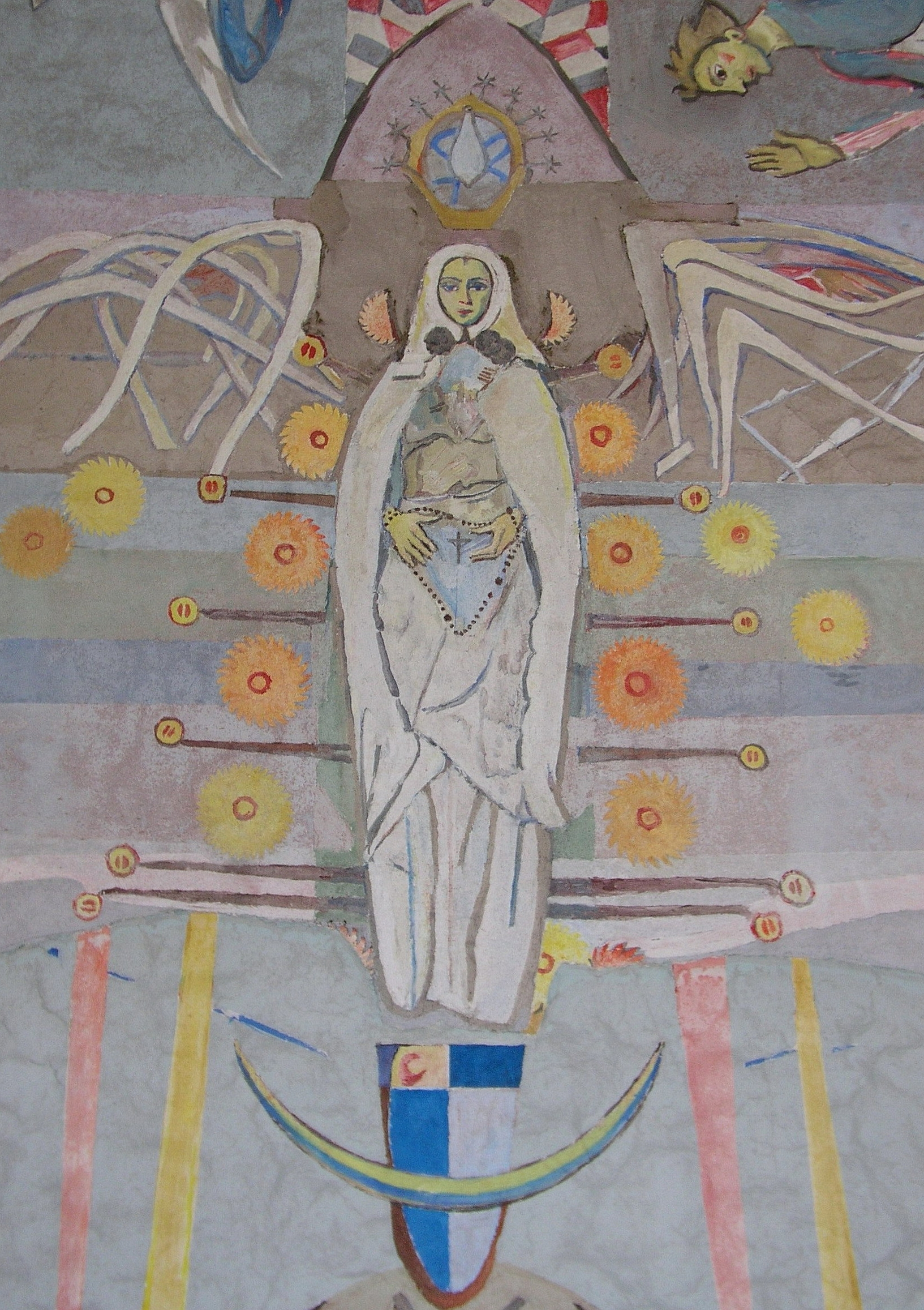
Maria, die „apokalyptische Frau“ als Bild der Kirche im katholischen Verständnis: Fresko der Seckauer Apokalypse von Herbert Boeckl, 1952–1960, Engelkapelle der Basilika Seckau

Die Kirche versteht sich theologisch als „Volk Gottes“ in Kontinuität zum ersterwählten Bundesvolk Israel (der jüdisch-christliche Dialog hat diesbezüglich eine bewegte Geschichte hinter sich). Durch die Berufung der Apostel hat Jesus Christus Israel erneut sammeln wollen; in der Nachfolge dieser Apostel verstehen sich die Kirchen als die Zeugen des Evangeliums, die die Botschaft Christi weitergeben und so der Welt das Heil nicht nur verkünden, sondern es durch den Heiligen Geist auch in ihr vergegenwärtigen.
Klassischerweise wird die Kirche mit dem Glaubensbekenntnis als die „eine, heilige, katholische und apostolische“ bekannt (vgl. Notae ecclesiae). Genauer meint das: Ihr kommt als Kirche Jesu Christi von ihm her unverbrüchliche Einheit zu; sie ist in aller menschlichen Sündigkeit heilig, weil zu Gott gehörig und auf ihn hingeordnet; sie wird als katholisch im Sinne von allumfassend und weltweit bekannt; und schließlich steht sie in geschichtlicher Kontinuität mit den Aposteln und ist deshalb apostolisch.
Die evangelische Theologie sieht die Kirche dabei vorrangig als creatura verbi, als Geschöpf des Wortes, denn die Kirche lebt vom Wort Christi – und dies im zweifachen Sinne, zum einen von der Botschaft, die Jesus Christus selbst verkündet hat, zum anderen von der Botschaft, die die Kirche im Anschluss an die neutestamentlichen Zeugnisse von ihm verkündet. Die Confessio Augustana (Art. VII) bekennt dazu grundlegend die „eine heilige, christliche Kirche […], die die Versammlung aller Gläubigen ist, bei denen das Evangelium rein gepredigt und die heiligen Sakramente laut dem Evangelium gereicht werden.“ Weiterhin geht das evangelische Kirchenverständnis von einer sichtbaren und einer unsichtbaren Kirche aus, zum einen von der „unsichtbaren“ Kirche der Erwählten, die in eins geht mit der himmlischen Kirche mit den Engeln und Heiligen Gottes und zu der möglicherweise nicht alle gehören, die ihr nach außen hin verbunden sind; zum anderen von der auf Erden sichtbaren Kirche mit all ihren Unzulänglichkeiten und Fehlern. Die evangelischen Kirchen berufen sich auf die Ursprünge des Christentums im Neuen Testament und die reformatorischen Impulse der anbrechenden Neuzeit v. a. durch Martin Luther.
Das orthodoxe Kirchenverständnis sieht die Kirche zunächst als theandrische (d. h. gottmenschliche) Größe, die eine Interaktion von göttlichem und menschlichem Wirken darstellt und nach dem Bild der Dreifaltigkeit in Einheit und Vielheit geschaffen ist. Sie weiß sich dem Bild der Kirche als „Leib Christi“ (vgl. 1 Kor 12) verpflichtet und betont besonders das Wirken des Heiligen Geistes als Fortführung des Wirkens Christi. Wichtig sind ihr darum besonders die Sakramente, in erster Linie die Eucharistie, die sie als Schlüssel zum Verständnis der Kirche und des Christentums allgemein ansieht. Des Weiteren sind der Orthodoxie die Verbindung zur himmlischen Kirche und ihre Gemeinschaft mit derselben wichtig. Dabei berufen sich die orthodoxen Kirchen vorrangig auf die ersten Konzilien der Kirchengeschichte und die Kirchenväter.
Die katholische Kirche hat sich auf dem Zweiten Vatikanischen Konzil das erste Mal in einer Gesamtschau zu ihrem Kirchenverständnis geäußert und dabei verschiedene Aspekte betont. Traditionell sind die Sakramente und das kirchliche Amt ihr besonders wichtig. Diese Prämissen werden nun in die Bezeichnung der Kirche als Grund-Sakrament aufgenommen, eine Sicht, die die Kirche als Werkzeug und Zeichen des Heils (vgl. LG 1) bestimmt. Dazu kommt die sog. Communio-Theologie, die das Sein der Kirche als Gemeinschaft zwischen Gott und den Menschen und zwischen den einzelnen Menschen und Menschengruppen betrachtet. Ein wichtiger Punkt ist v. a. das „Einheitsamt des Petrus“ – das Papstamt. Das Gleichgewicht zwischen der Gemeinschaft der Bischöfe einerseits und der Zentralstellung des Papstes andererseits muss theologisch erst noch gefunden werden. Quellen des Kirchenverständnisses der katholischen Kirche sind die Heilige Schrift und die eigene Tradition.

## Mitgliedschaft
Mitglied in einer christlichen Kirche wird man in der Regel durch die Taufe, häufig bereits als Kleinkind. Da ein Säugling bei der Taufe jedoch keine bewusste Entscheidung trifft, ist diese Form der Mitgliedschaft unfreiwillig und oft eine Ursache für den späteren Kirchenaustritt. Außerdem weisen die meisten westlichen Länder eine zunehmende Säkularisierung auf, die zu einem Mitgliederschwund führt.

## Finanzierung
Die Finanzierung der Kirchen unterscheidet sich je nach Land. In Deutschland sind die als öffentlich-rechtliche Körperschaften anerkannten Kirchen berechtigt, die Beiträge ihrer Mitglieder in Form der Kirchensteuer einzuziehen. Sie sind je nach Landeskirche mit 30–80 % die Hauptfinanzierungsquelle der Volkskirchen. Die Kirchen erhalten keine Subventionen im Sinne der Definition des jüngsten Subventionsberichts der Bundesregierung, sondern Entschädigungszahlungen (Staatsleistungen) aufgrund von Eigentum, das im Rahmen der Säkularisation durch den Reichsdeputationshauptschluss verstaatlicht wurde; dieses Eigentum machte etwa 27 % der Fläche der heutigen Bundesrepublik aus und wurde größtenteils im Mittelalter von Vermögenden und Adeligen der Kirche gestiftet. Daneben spielen auch Einnahmen aus Stiftungen und Erträge aus verbliebenem eigenem Vermögen, sowie Fördermittel des Staates auf der Grundlage des Subsidiaritätsprinzips eine Rolle. Dieses Einkommen wird durch weitere Spenden und freiwillige Gemeindebeiträge ergänzt.
Die Freikirchen, oft auch Körperschaften des öffentlichen Rechts, finanzieren ihre Arbeit überwiegend aus freiwilligen Beiträgen ihrer Mitglieder, die bis zu einer gewissen Höhe steuerlich absetzbar sind.

## Kirchen als Unternehmen
Rund zwei Millionen Menschen arbeiten in kirchlichen Unternehmen und Institutionen Deutschlands. Die meisten davon bei den großen Wohlfahrtsverbänden, Caritas (620.000 Mitarbeiter) und Diakonie (526.000 Mitarbeiter), den größten privatrechtlichen Arbeitgebern Deutschlands. Allerdings sind nicht alle konfessionell gebundenen Unternehmen im Eigentum einer Kirche. Die katholische Pax-Bank oder die evangelische Bank für Kirche und Diakonie sind beispielsweise überwiegend genossenschaftlich organisiert und gehören dem Verbund der Volksbanken und Raiffeisenbanken an. Außerdem gibt es in Deutschland rund 600 konfessionelle Kliniken, die mit konventionellen Krankenhäusern konkurrieren.

## Einzelne Kirchen
Nicht jede christliche Konfession ist, im religionswissenschaftlichen Sinne und dem Selbstverständnis nach, eine Kirche im Sinne einer Organisation. Ebenso ist auch nicht jede Kirche im organisatorischen Sinne eine Konfession im Sinne eines Bekenntnisses. Dennoch ist der Zusammenhang zwischen Kirche als Organisation und Konfession als Bekenntnis signifikant.

## Struktur
Der interne Aufbau der einzelnen Kirchen weicht teilweise stark voneinander ab.